# Shibi Shuiku (reservoar i Kina, Hainan)
Shibi Shuiku är en reservoar i Kina. Den ligger i provinsen Hainan, i den södra delen av landet, omkring 66 kilometer sydost om provinshuvudstaden Haikou. Shibi Shuiku ligger 97 meter över havet. Arean är 2,0 kvadratkilometer. I omgivningarna runt Shibi Shuiku växer huvudsakligen savannskog. Den sträcker sig 2,1 kilometer i nord-sydlig riktning, och 4,0 kilometer i öst-västlig riktning.
Genomsnittlig årsnederbörd är 2 298 millimeter. Den regnigaste månaden är september, med i genomsnitt 397 mm nederbörd, och den torraste är januari, med 27 mm nederbörd.